# Jef Van Bilsen
Anton A. Jozef (Jef) Van Bilsen (Diest, 13 juni 1913 - Kraainem, 24 juli 1996) was een Belgisch jurist gespecialiseerd in de Belgische kolonie Congo.
Van 1931 tot 1936 studeerde hij rechten, geschiedenis en filosofie aan de KU Leuven, en in 1937 werd hij advocaat aan de balie van Brussel. Tijdens zijn stage volgde hij de Koloniale School van Brussel in 1939-1940. Voor de Tweede Wereldoorlog was hij een prominent lid van het Verdinaso (1932-1939). Tijdens de oorlog werd hij lid van het Leopoldistisch verzet en het Geheim Leger (vanaf '44).
In december 1955 stelde hij het "Plan Van Bilsen" voor, een "dertigjarenplan voor de politieke ontvoogding (politieke emancipatie) van Belgisch Afrika". Hij stelde een geleidelijke overgang van dertig jaar voor om de Congolese elite voor te bereiden op een onafhankelijk Congo. Dit plan was geïnspireerd op de Colonie de 100 ans. In 1885 werd Congo een privékolonie van koning Leopold II (Congo-Vrijstaat), het Plan Van Bilsen werd in 1955 voorgesteld in het Nederlands (in 1956 in het Frans) en voorzag onafhankelijkheid in 1985. Dit zou tot een honderdjarige kolonie geleid hebben.
Zijn plan kwam nooit tot bloei, want Congolese nationalisten (Alliance des Bakongos) reageerden met een tegenmanifest en eisten onmiddellijke onafhankelijkheid, wat leidde tot de Congocrisis.
Van Bilsen studeerde aan de Universiteit van Leuven. Van 1964 tot 1965 was hij commissaris van de koning in de ontwikkelingssamenwerking. Hij doceerde aan de Rijkshandelshogeschool / Rijksuniversitair Centrum Antwerpen en was hoogleraar aan de Rijksuniversiteit Gent.